# Rik (striptekenaar)
Rik, pseudoniem van Henri Clément (Sint-Amandsberg, 24 december 1920 – 19 januari 2008), was een Belgische striptekenaar en journalist. Rik is vooral bekend als auteur van de stripreeks De daverende daden van Dees Dubbel en Cesar.

## Levensloop

### Jeugd
In 1940 eindigde zijn schildersopleiding in Gent. Zijn eerste werk verscheen in 1943 in de kinderbijlage van het tijdschrift De Jonge Nationaal-Socialist. Na de Tweede Wereldoorlog studeerde hij af als licentiaat kunstgeschiedenis en oudheidkunde bij de Rijksuniversiteit Gent.

### Het Volk
Daarna deed hij wat illustratiewerk, waarna hij aangenomen werd als journalist bij Het Volk. Rik werd er redacteur van Ons zondagsblad, een bijlage van Het Volk. Daarin illustreerde hij zijn eigen artikels. In zijn vrije tijd tekende hij zijn eerste stripreeks: Bazielken. Er verschenen vier verhalen tussen 1949 en 1950 op scenario van Pol Ingier.
Rik werd in zijn vroege carrière sterk geïnspireerd door Hergé. Hij was een journalist en tekende zijn strips onder pseudoniemen. Hierdoor bleef Rik een tijd anoniem als stripauteur.

### 't Kapoentje
In de jaren 50 en 60 bleef Rik bij Het Volk werken. Daarnaast ging hij werken bij het tijdschrift 't Kapoentje en het Waalse zusterblad Le petit luron en werd er hoofdredacteur. Hier tekende hij verscheidene strips, waaronder negen verhalen in de reeks Reinhart, de eenzame ridder en drie verhalen in de reeks Jan Knap. Ondertussen verschenen zijn strips ook in het stripblad Ohee, zoals De Musketiers van 't Schipperskwartier en zijn bekendste reeks Dees Dubbel. De uitgaven in Ohee hebben steeds een totaal andere titel, nummering en kaft dan de albums van Het Volk met dubbeltellingen van het aantal verschillende verhalen tot gevolg.
Dees Dubbel verscheen vanaf 1955 in de bijlage Ons zondagsblad en vanaf 1965 verscheen het in Het Volk onder de naam De daverende daden van Dees Dubbel en Cesar. Hij tekende zijn strips onder de pseudoniemen Rik, Rik Leeman en Rik Clément.

### Later leven en overlijden
Daarnaast was hij illustrator onder andere bij de boeken van John Flanders. Rik beschouwde het striptekenen als een hobby en journalistiek als zijn beroep. Na zijn pensioen in 1986 stopte hij met striptekenen. Hij schreef nog wel enkele artikelen als journalist, onder het pseudoniem Clem Henry.
In de vroege jaren 2000 stopte hij volledig. Rik overleed op 19 januari 2008.

## Strips
Rik tekende onderstaande strips in verscheidene tijdschriften.
- Bazielken (1949-1950), scenario: Pol Ingier.
- Reinhart, de eenzame ridder (1955-1963).
- De daverende daden van Dees Dubbel en Cesar (1955-1978).
- Pat Patterson en het groene oog[3] (1959).
- Kadijster (1960).
- De Musketiers van 't Schipperskwartier[4] (1962).
- Everard t'Serclaes[5] (1955).
- Jan Knap[6] (1963-jaren 60).

Ook bewerkte hij enkele verhalen van John Flanders in stripvorm. Het merendeel verscheen eind de jaren 70.
- Het Vuur van St.Elmus (1952).
- De straat der zeven duivels.[8]
- De rokende doodskop.[8]
- Kerstnacht te Preston.[8]
- De steeg van de gehangene.[9]